# Kollam
Kollam (Malayalam കൊല്ലം Kollam [ˈkolːʌm]), früher Quilon, ist eine Hafenstadt im südindischen Bundesstaat Kerala mit rund 350.000 Einwohnern (Volkszählung 2011).
Sie liegt 60 Kilometer nordwestlich von Thiruvananthapuram zwischen dem Arabischen Meer und dem Ashtamudi-See, der mit dem verzweigten Wasserstraßensystem der Backwaters verbunden ist. Kollam ist Verwaltungssitz des Distrikts Kollam, ein altchristliches Zentrum und Sitz eines katholischen Bischofs (Bistum Quilon).

## Geschichte
Bereits vor der Gründung der heutigen Stadt bestand an ihrer Stelle eine Hafensiedlung namens Desinganadu, die Handelskontakte u. a. nach Phönizien und ins Römische Reich besaß.
Nach der beständigen Ortstradition landete der Apostel Thomas im Jahre 52 im heutigen Kerala und gründete entlang der Malabarküste sieben christliche Gemeinden, wovon Kollam als die südlichste genannt wird. Zur Zeit des Hl. Thomas bestand dort die erwähnte Handels- und Hafensiedlung, die auch eine Judengemeinde besaß. Unter diesen Landsleuten missionierte der Apostel zuerst. Es wird überliefert, dass er bei seinem Weggang zwei Bischöfe weihte, welche die Christen weiter betreuten.

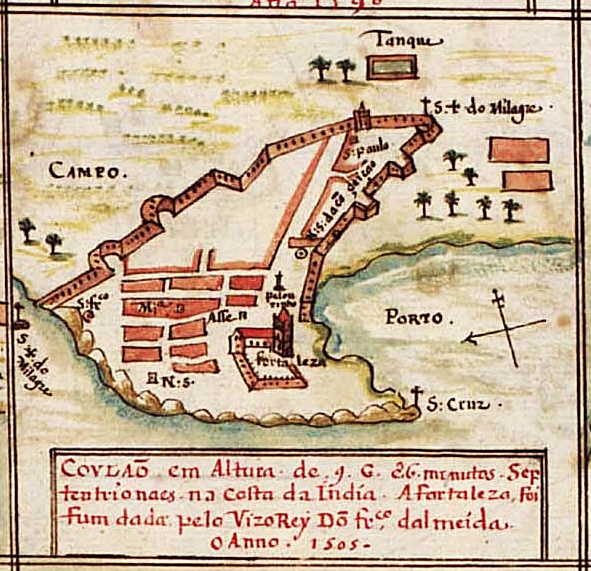
Fort Kollam im 16. Jahrhundert, das als „Fortaleza“ eingezeichnete Fort steht noch heute als Ruine; an dem mit „S. Cruz“ bezeichneten Punkt erhebt sich gegenwärtig der Leuchtturm

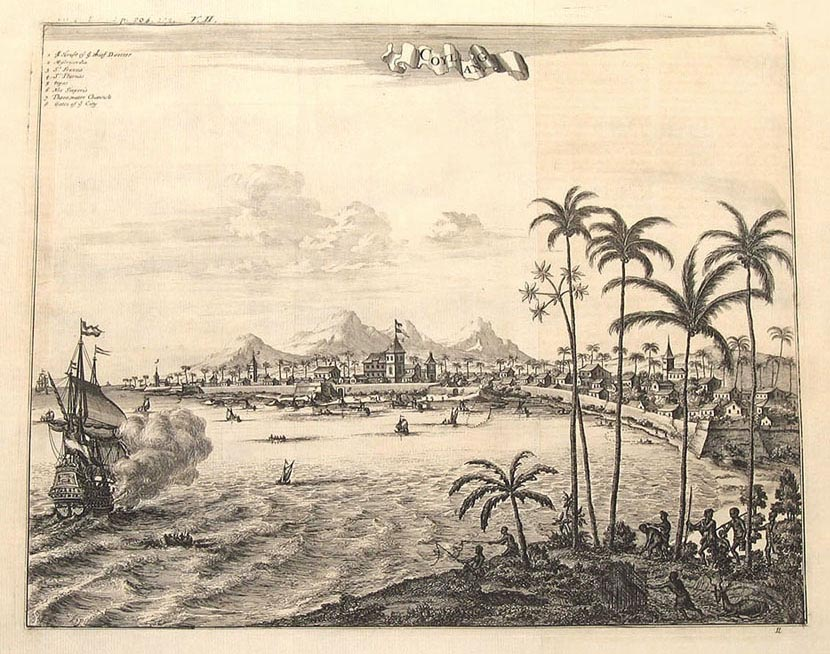
Kollam um 1750, deutlich zu erkennen das Fort mit mächtigem Turm und Fahne

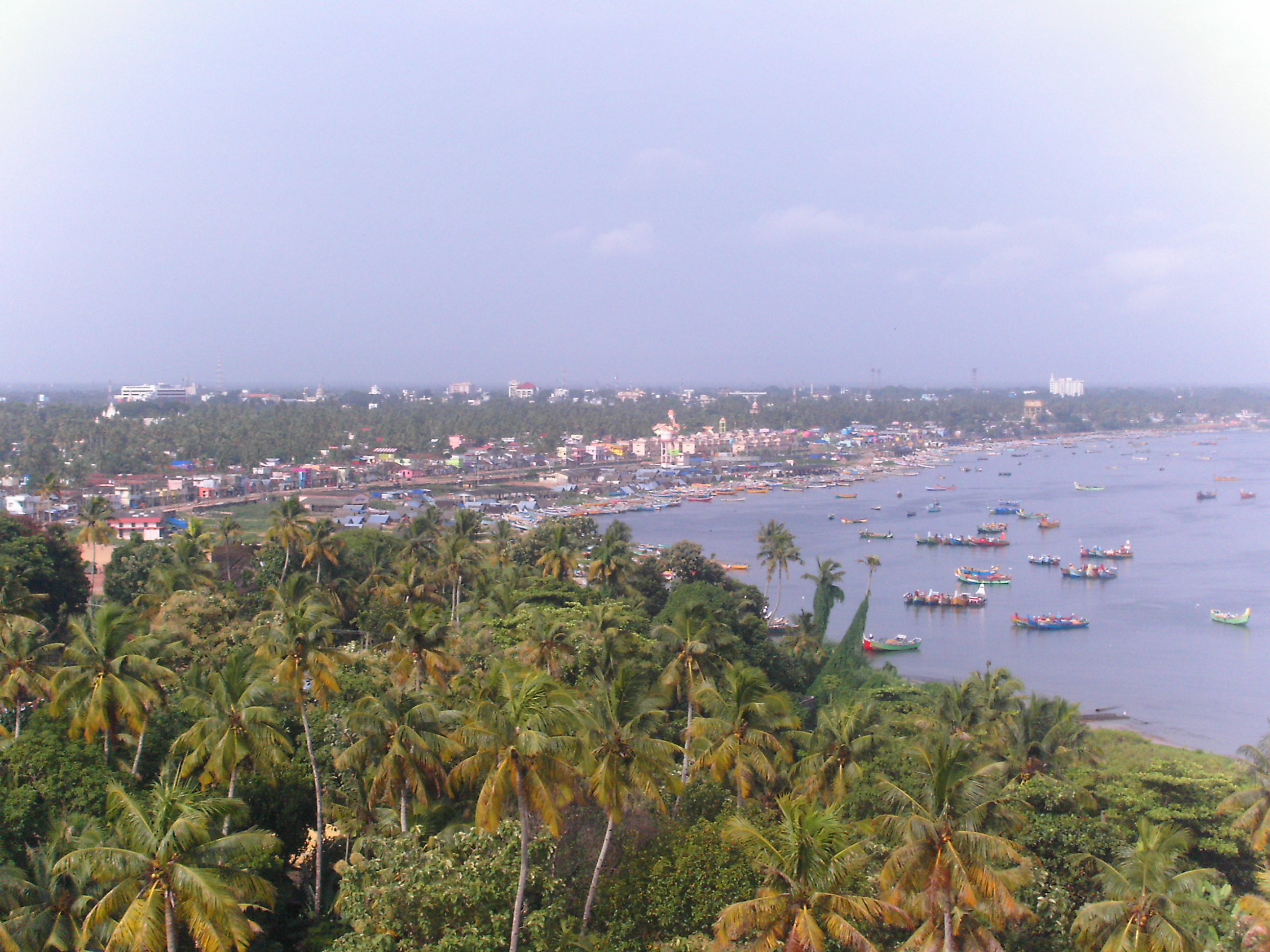
Kollam, vom Leuchtturm aus aufgenommen

Die Bedeutung des Platzes nahm im frühen Mittelalter durch den Gewürzhandel, besonders mit China, mehr und mehr zu. Schließlich erfolgte die formelle Stadtgründung im Jahre 825 durch den Chera-König Rajasekhara Varman (820–844), womit die Malayalam-Zeitrechnung (Kolla Varsham) beginnt. Kollam war zu dieser Zeit Hauptstadt der Provinz Venad, die sich im 12. Jahrhundert zu einem eigenständigen Staat entwickelte. Die Europäer nannten die Stadt Quilon. Die Christen erhielten damals vom König zahlreiche Privilegien, die man der Haltbarkeit wegen auf gravierten Kupfertafeln festhielt. Einige dieser Tabula Quilonensis genannten, über 1000-jährigen Platten haben sich bis heute erhalten und gehören zu den Kostbarkeiten der indischen Geschichte.
Der italienische Mönch Johannes von Montecorvino landete 1291 in Quilon und betreute die dort vorgefundenen Christen, bevor er Indien in Richtung Osten durchquerte und schließlich in China missionierte.
Marco Polo besuchte die Stadt 1292; rund ein Jahrhundert später legte auch der arabische Forschungsreisende Ibn Battuta dort an.
1320 zog der französische Dominikanerpater Jordanus Catalanus de Severac im päpstlichen Auftrag nach Asien, wo er sich in Kollam niederließ, um zu missionieren und den dortigen Christen als Seelsorger zu dienen. Ab 1323 sind dort Taufen belegt, die er vollzog. 1328 reiste er nach Avignon, berichtete Papst Johannes XXII. über Kollam und die dortige Christengemeinde, worauf dieser am 9. August 1329 die Bulle „Romanus Pontifex“ erließ und damit die Diözese Quilon, als erstes aller katholischen indischen Bistümer, offiziell ins Leben rief. Am 21. August desselben Jahres folgte die Bulle „Venerabili Fratri Jordano“, mit welcher der Pontifex Pater Jordanus zum ersten Oberhirten bestimmte. Quilon unterstand als Suffragandiözese dem lateinischen Erzbistum Sultaniya in Persien, im heutigen Soltaniyeh. Bischof Jordanus verfasste auch eine ausführliche Beschreibung Indiens und der von ihm angetroffenen Zustände, die uns unter dem Titel „Mirabilia Descripta“ erhalten ist. Gemäß der örtlichen indischen Überlieferung wurde Bischof Jordanus 1336 bei Bombay von Muslimen gesteinigt. Als der Päpstliche Legat Giovanni de Marignolli 1348 nach Quilon kam, traf er Bischof Jordanus nicht mehr an, blieb jedoch 16 Monate als Seelsorger in der Stadt.
1502 gründeten die Portugiesen in Kollam einen Handelsstützpunkt und erbauten 1518 das „Fort“ Forte de São Tomé, von dem heute noch eine eindrucksvolle Ruine existiert und das zu den Wahrzeichen der Stadt gehört. Unweit davon errichtete der portugiesische Gouverneur seine Residenz, die heute dem Bischof von Quilon als Domizil dient. In dieser Zeit wirkte auch St. Franz Xaver (1506–1552) längere Zeit in der Hafenstadt. 1557 löste man die alte Diözese Quilon auf und schlug die Stadt mit dem Umland dem Bistum Cochin zu. 1661 ging Kollam in niederländischen Besitz über und die Katholiken wurden von der neuen Kolonial-Regierung unterdrückt. Das katholische Gemeindeleben konnte nur im Verborgenen weitergeführt werden. Erst als der König von Travancore die Holländer 1741 besiegte und vertrieb, blühte das katholische Leben dort wieder auf. Ab 1795 kam Kollam erneut unter kolonialen Einfluss, als die Briten zur Überwachung der Einhaltung eines Vertrages mit Travancore eine Garnison in der Stadt stationierten.
1838 errichtete Papst Gregor XVI. das Apostolische Vikariat Malabar mit Sitz in Verapoly, zu dem von nun an auch Kollam gehörte. Jenes Vikariat wurde am 12. Mai 1845 in drei Teile aufgeteilt, wovon Quilon der südlichste war und den belgischen Karmelitern zufiel, die dort mit großem Eifer wirkten. Am 1. September 1886 erfolgte die Neugründung der Diözese Quilon durch Papst Leo XIII. Zwischen 1905 und 1931 amtierte hier als Ortsbischof der Schweizer Karmeliterpater Alois Benziger, welcher durch sein Interesse an orientalischen Liturgien mit den sogenannten Jakobiten, einer Gruppe der dortigen Thomaschristen, zu einer Kirchenunion kam. Sie wurde am 20. September 1930 in der Bischofskapelle von Quilon vollzogen und es bildete sich daraus ein eigenständiger Ritus innerhalb der katholischen Kirche, nämlich der syro-malankarische. Daran erinnert ein Gedenkstein in der Bischofskapelle zu Kollam.

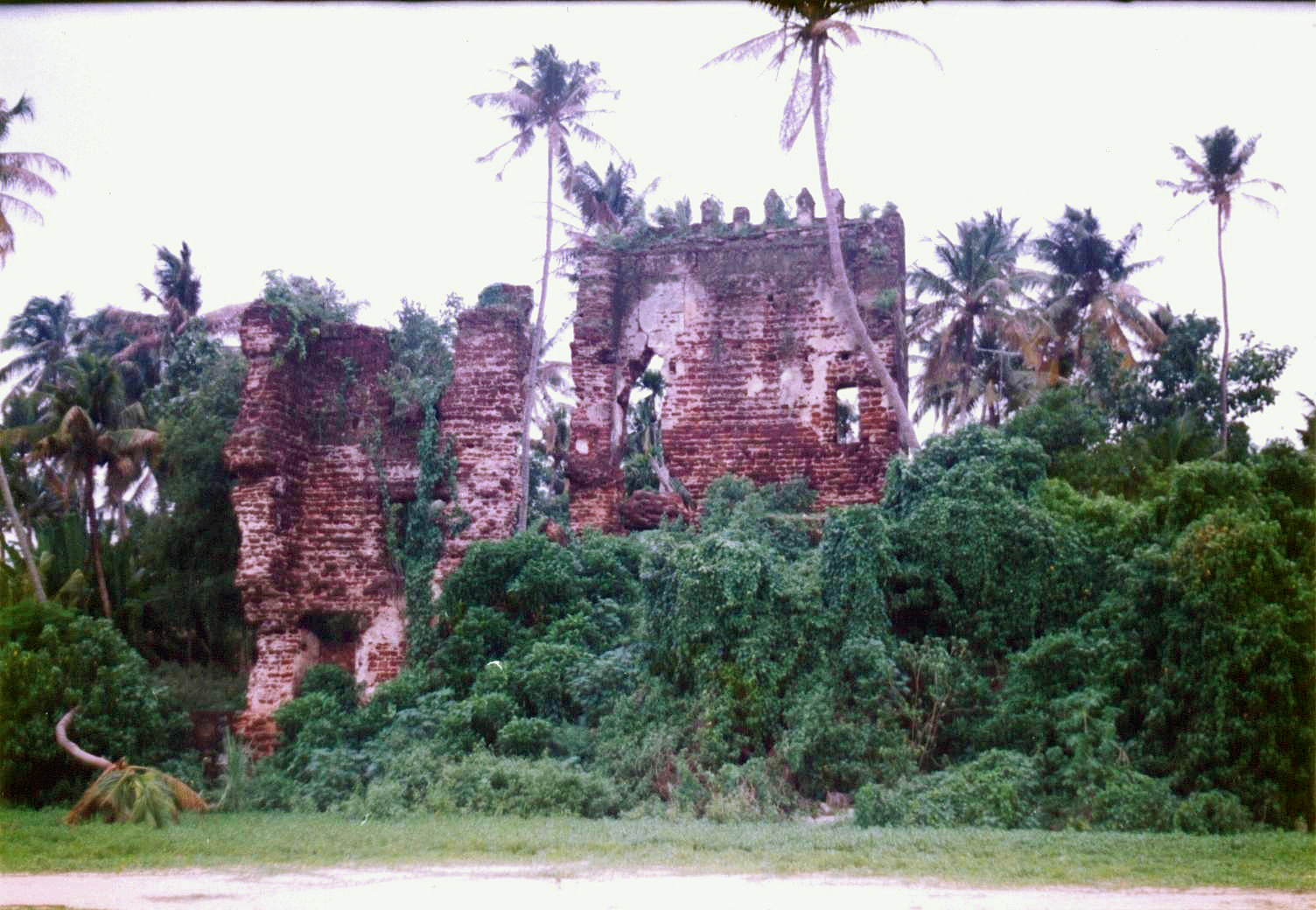
Ruine des alten Forts von Kollam

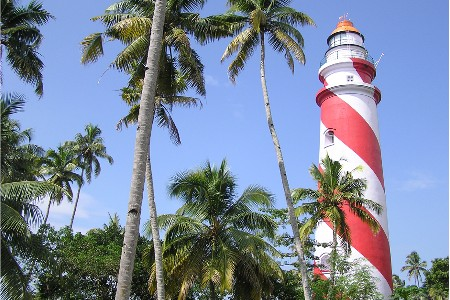
Der Leuchtturm in Kollam.

Bis 1956 gehörte die Stadt zum indischen Fürstenstaat Travancore, seither gehört sie zum damals neu gegründeten Bundesstaat Kerala. Offizieller Name ist heute wieder Kollam, das Bistum trägt jedoch weiter den bekannteren Namen Quilon.

## Tourismus und Sehenswürdigkeiten
Bei ausländischen Urlaubern ist Kollam vor allem als südlichster Ausgangspunkt für Bootsfahrten auf den Backwaters beliebt. Die Stadt selbst hat einen ländlichen, typisch keralitischen Charakter bewahrt. In den verwinkelten Straßen der Altstadt reihen sich alte Holzhäuser mit roten Ziegeldächern dicht aneinander. Dazwischen erheben sich Tempel, Moscheen und Kirchen, hervorzuheben ist der Schrein Unserer Lieben Frau von Velankanni. Wahrzeichen der Stadt ist der 1944 erbaute Uhrturm.
Im Hafenviertel Tangasseri (früher Tangy) sind die Ruine einer portugiesisch-niederländischen Festung, mehrere Kirchen aus dem 18. Jahrhundert sowie Keralas höchster Leuchtturm (44 m) aus dem Jahre 1902 zu sehen. Ganz in seiner Nähe liegt auch ein schöner, aber verwilderter Friedhof der Europäer, mit prächtigen alten Grabdenkmälern aus portugiesischer, holländischer und besonders aus englischer Zeit.
Die 2016 gestrandete Hansita V, ein Touristenziel, wurde 2018 abgewrackt.

## Wirtschaft
Kollam ist ein wichtiger Standort der Chemie- und Aluminiumindustrie. Cashewnüsse, das Hauptanbauprodukt der Umgebung, werden in der Stadt verarbeitet und über den Hafen ausgeführt. Daneben ist die Herstellung von Töpferwaren von Bedeutung.
Nördlich gelegen ist der Fischereihafen Neendakara, der bis zu 500 Fischerboote aufnehmen kann.

## Klimatabelle
|                        | Jan  | Feb  | Mär  | Apr   | Mai   | Jun   | Jul   | Aug   | Sep   | Okt   | Nov   | Dez  |   |         |
| Mittl. Temperatur (°C) | 27   | 28   | 28,5 | 29    | 29    | 27    | 26,5  | 26,5  | 27,5  | 27,5  | 27    | 27,5 | ⌀ | 27,6    |
| Mittl. Tagesmax. (°C)  | 32   | 33   | 33   | 33    | 33    | 30    | 30    | 30    | 31    | 31    | 31    | 32   | ⌀ | 31,6    |
| Mittl. Tagesmin. (°C)  | 22   | 23   | 24   | 25    | 25    | 24    | 23    | 23    | 24    | 24    | 23    | 23   | ⌀ | 23,6    |
|                        |      |      |      |       |       |       |       |       |       |       |       |      |   |         |
| Niederschlag (mm)      | 24,4 | 30,9 | 77,7 | 159,5 | 246,9 | 458,8 | 408,9 | 258,9 | 211,2 | 332,5 | 230,8 | 65,4 | Σ | 2.505,9 |
|                        |      |      |      |       |       |       |       |       |       |       |       |      |   |         |
| Sonnenstunden (h/d)    | 10   | 10   | 10   | 10    | 9     | 5     | 4     | 5     | 6     | 7     | 8     | 9    | ⌀ | 7,7     |
|                        |      |      |      |       |       |       |       |       |       |       |       |      |   |         |
| Regentage (d)          | 1    | 2    | 3    | 5     | 9     | 23    | 25    | 19    | 12    | 14    | 6     | 2    | Σ | 121     |
|                        |      |      |      |       |       |       |       |       |       |       |       |      |   |         |
| Wassertemperatur (°C)  | 28   | 29   | 29   | 30    | 30    | 29    | 27    | 27    | 28    | 28    | 29    | 29   | ⌀ | 28,6    |
|                        |      |      |      |       |       |       |       |       |       |       |       |      |   |         |
| Luftfeuchtigkeit (%)   | 72   | 72   | 74   | 75    | 79    | 88    | 91    | 90    | 86    | 84    | 79    | 72   | ⌀ | 80,2    |

| 22 |

| 23 |

| 24 |

| 25 |

| 25 |

| 24 |

| 23 |

| 23 |

| 24 |

| 24 |

| 23 |

| 23 |

| 22 |

| 23 |

| 24 |

| 25 |

| 25 |

| 24 |

| 23 |

| 23 |

| 24 |

| 24 |

| 23 |

| 23 |

## Alternative Namen
Die Autoren verschiedenen Nationen haben den Namen der Stadt immer wieder neu geschrieben. Aus dem arabischen Kaulam machten die Portugiesen Quilon (gesprochen: Coy-lon). Und die Holländer Coylan mit Varianten wie: Coilan, Coijlan, Coylang, Coijlang, Coulan. In mittelalterlichen Quellen (Jordanus) findet sich auch der Name Columbum und Kolamba.

## Ansichten aus Kollam

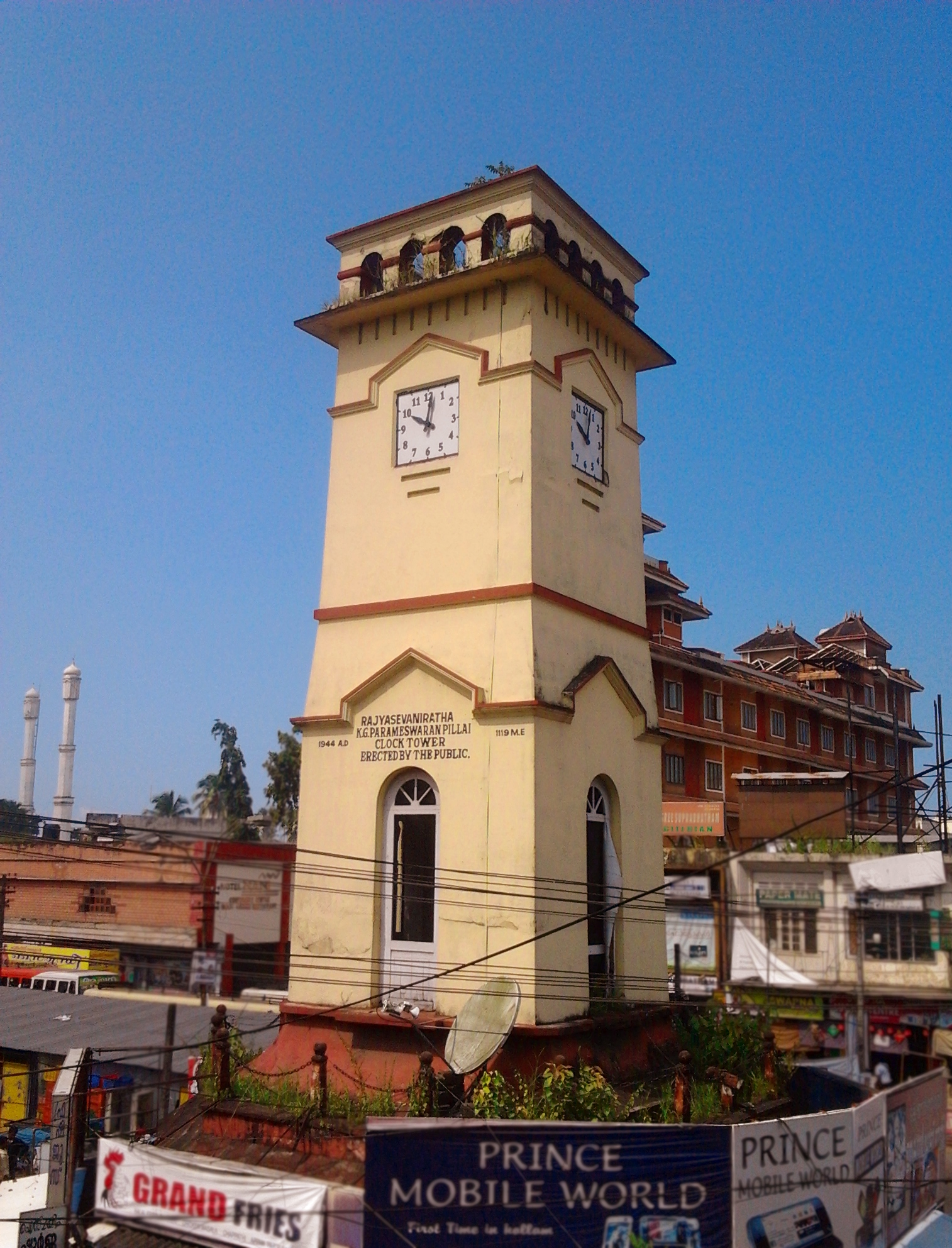
Uhrturm
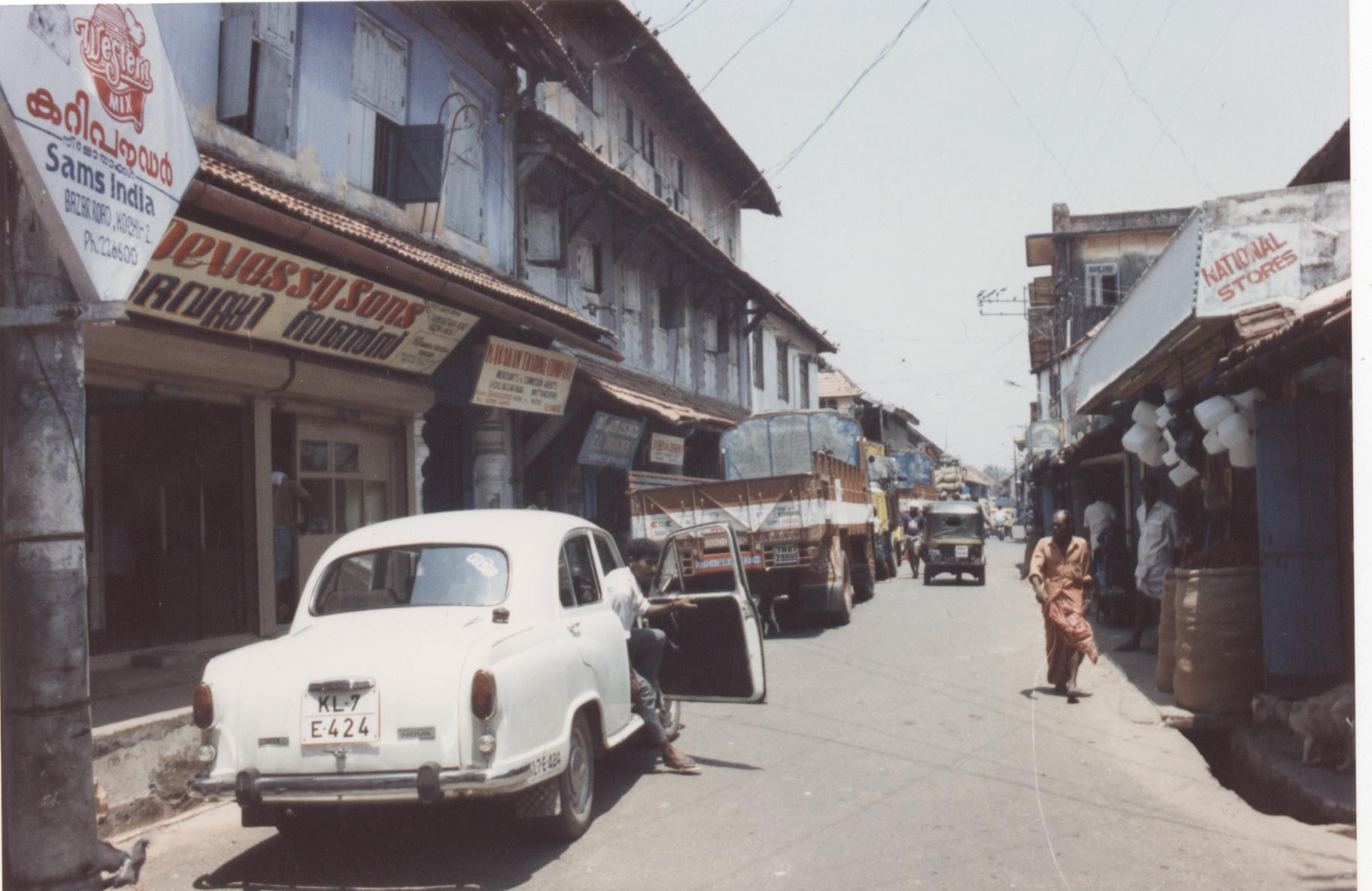
Straße in der Altstadt
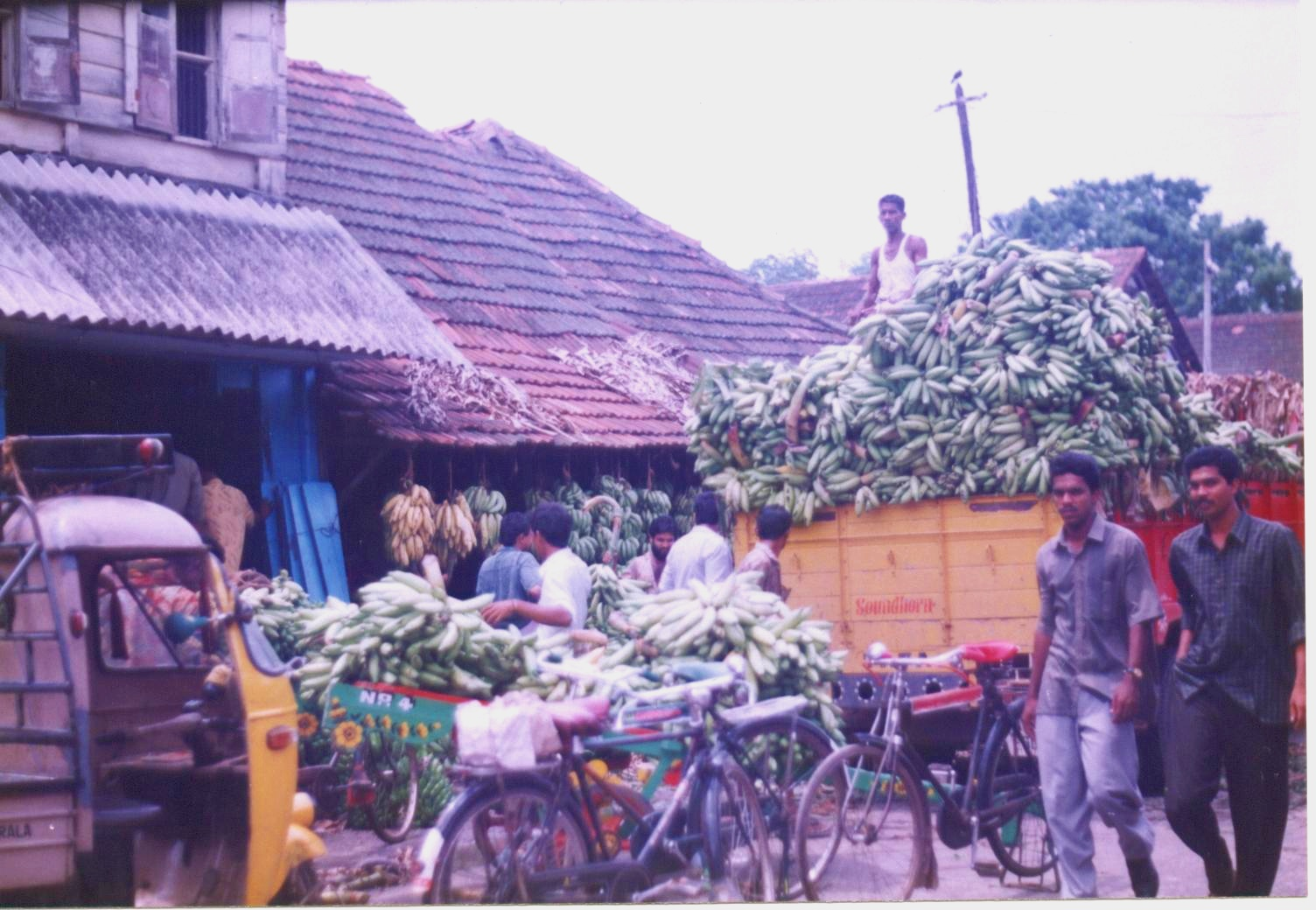
Straßenszene
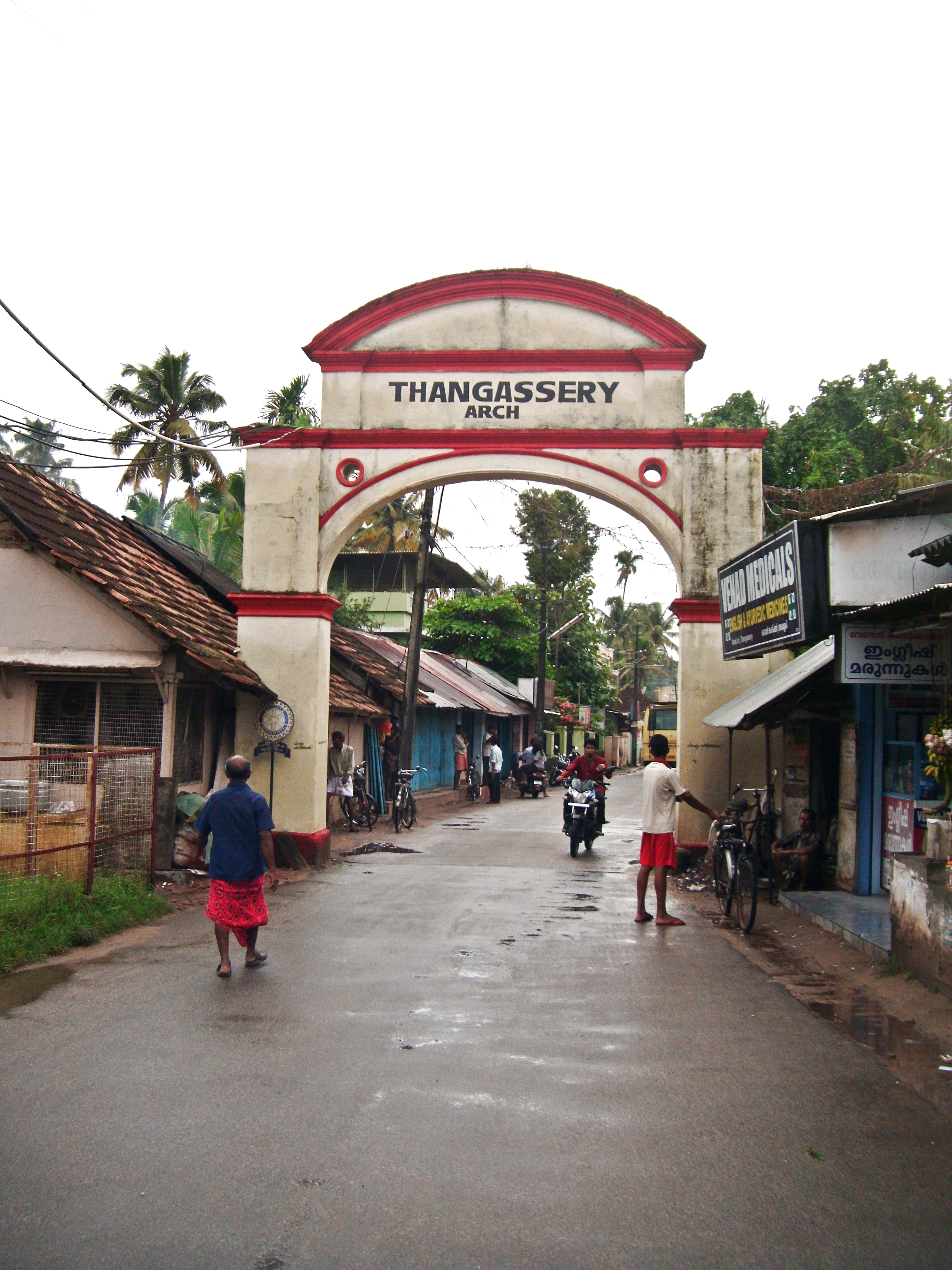
Kollam, Eingang zum Hafenviertel Thangasseri
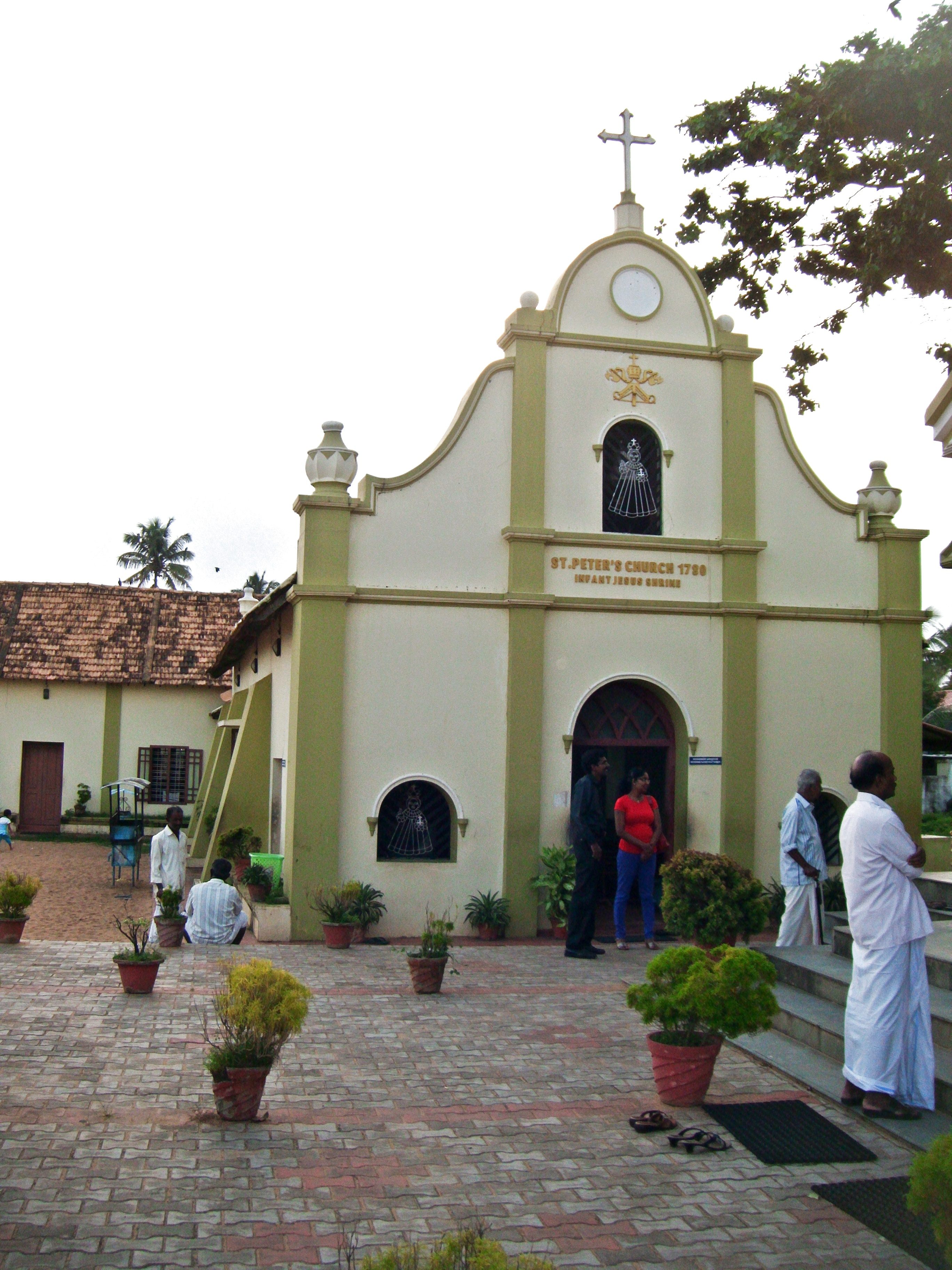
Old St. Peter’s Church, 18. Jahrhundert
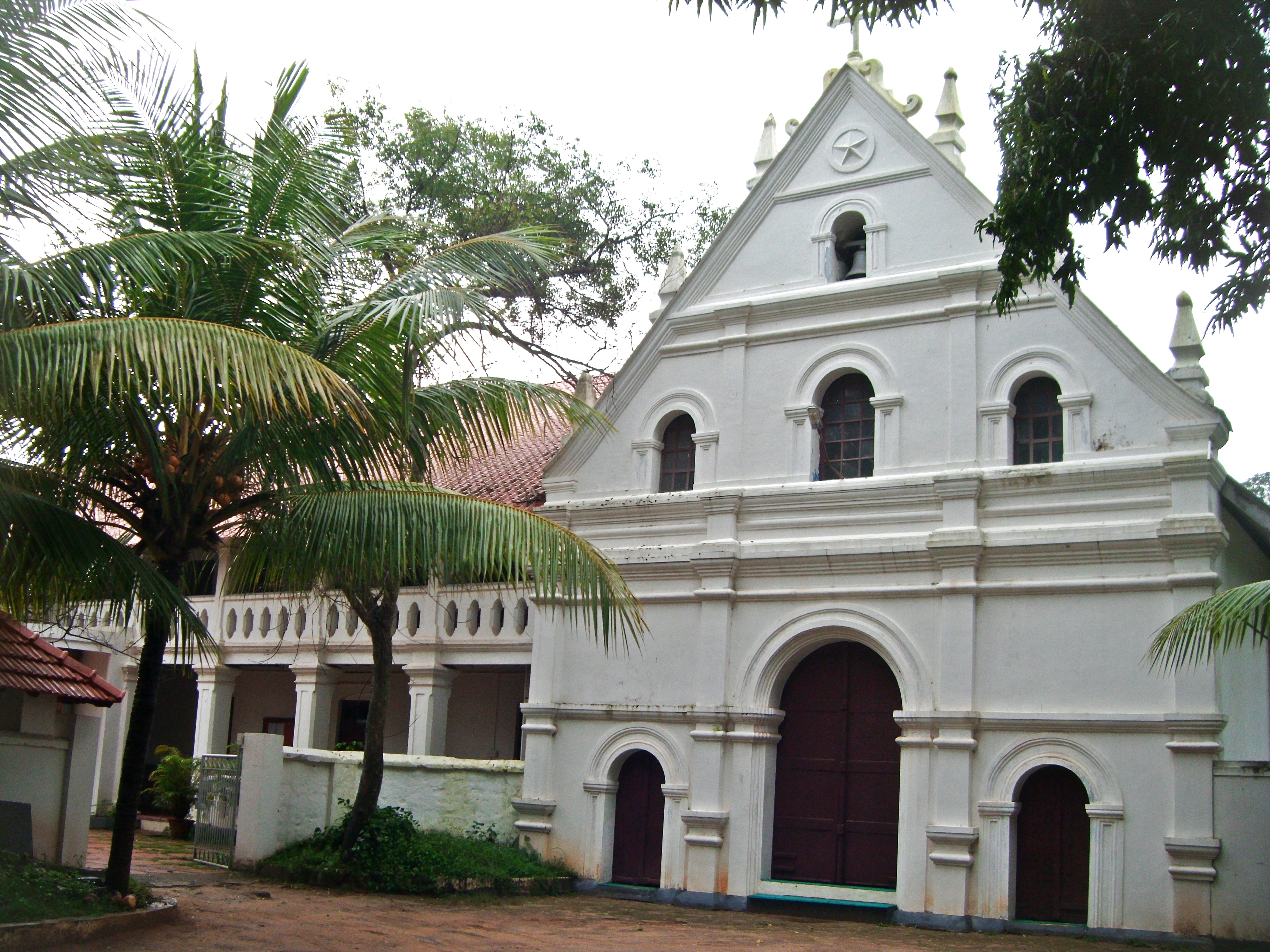
Bischofshaus und -kapelle (17. Jahrhundert), früher Residenz des portugiesischen Gouverneurs
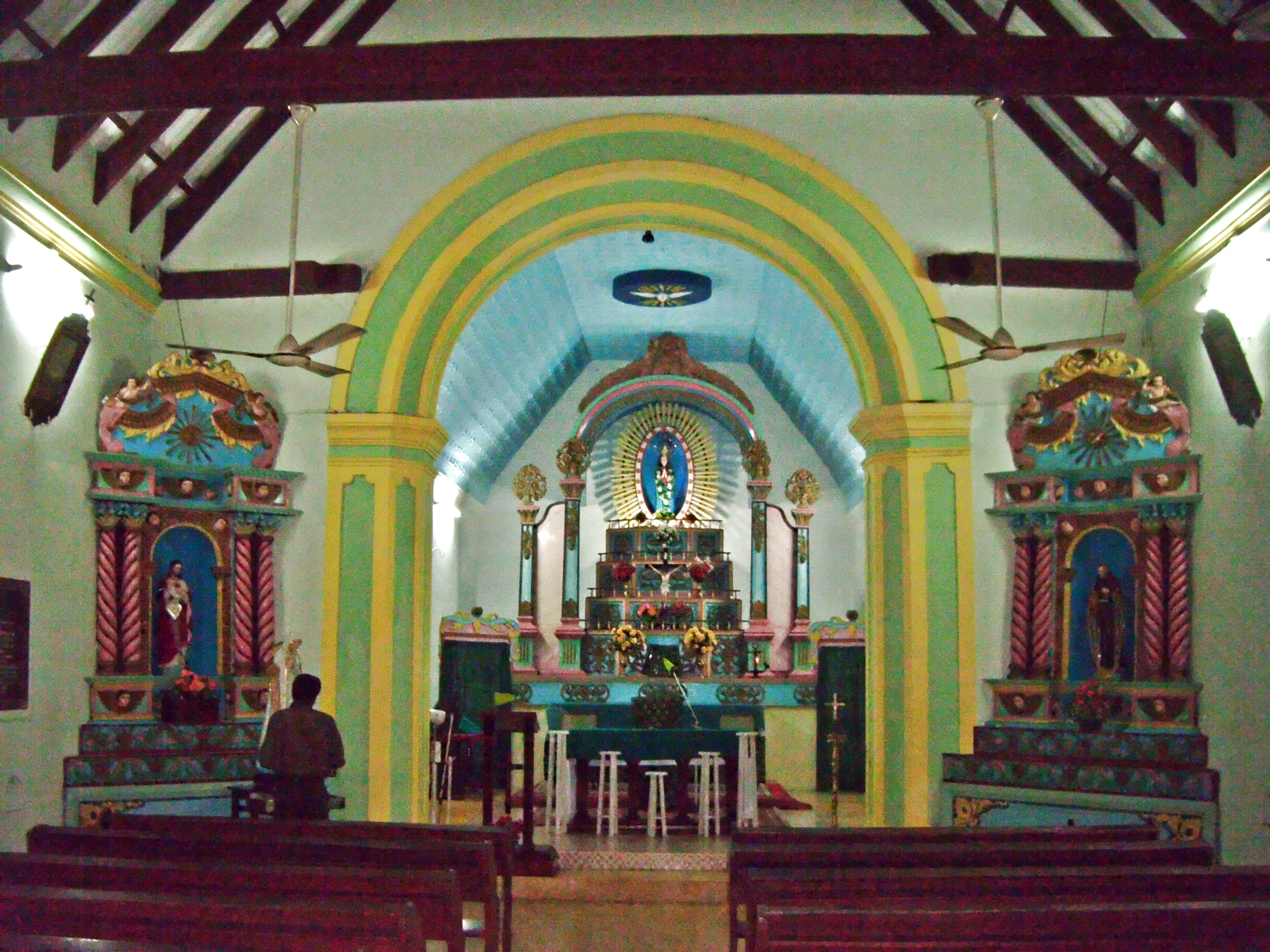
Bischofskapelle, Innenansicht
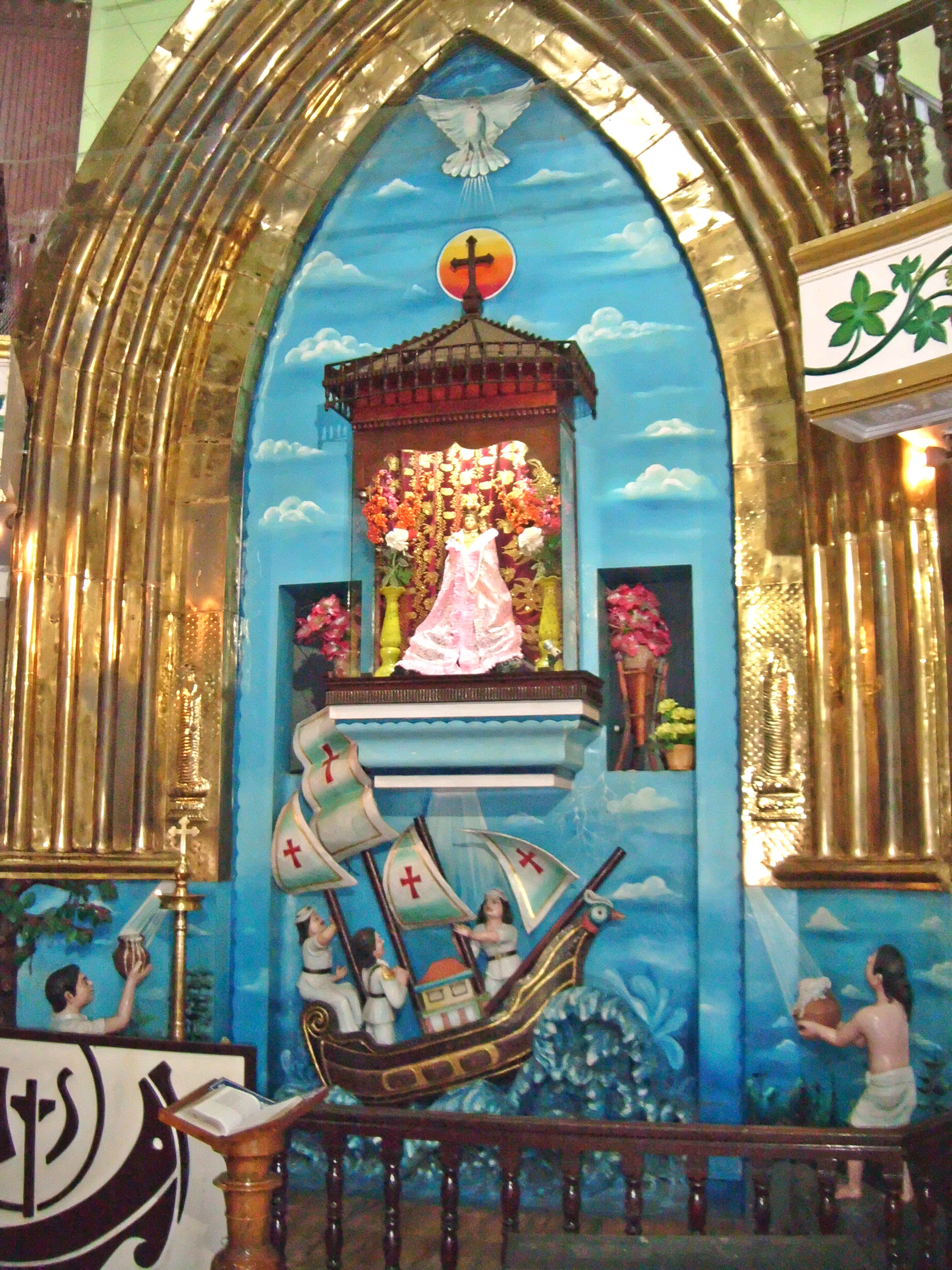
Velankanni Schrein, Innenansicht
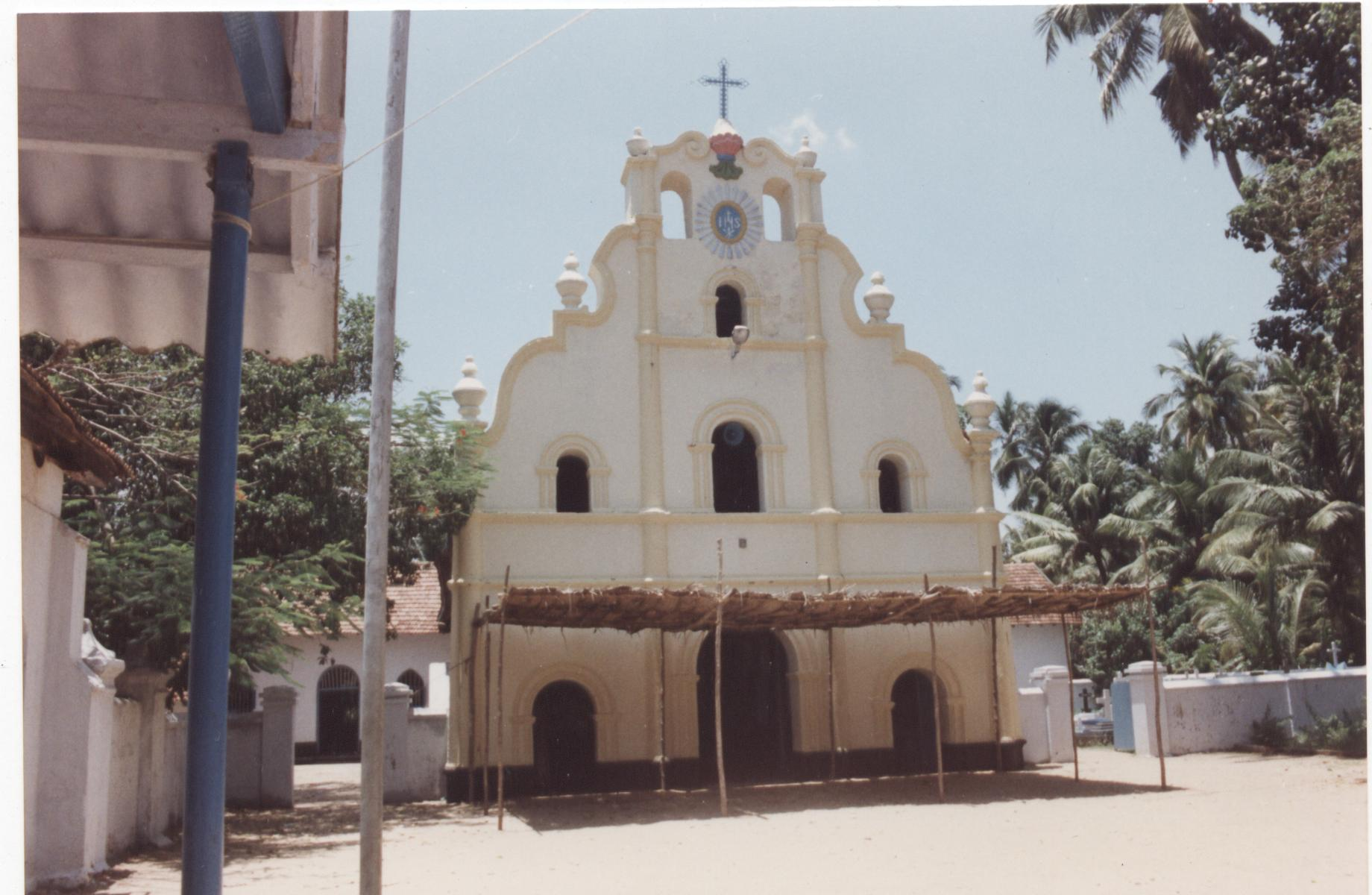
400-jährige Infant-Jesus-Kathedrale; 2006 abgerissen und durch einen Neubau ersetzt
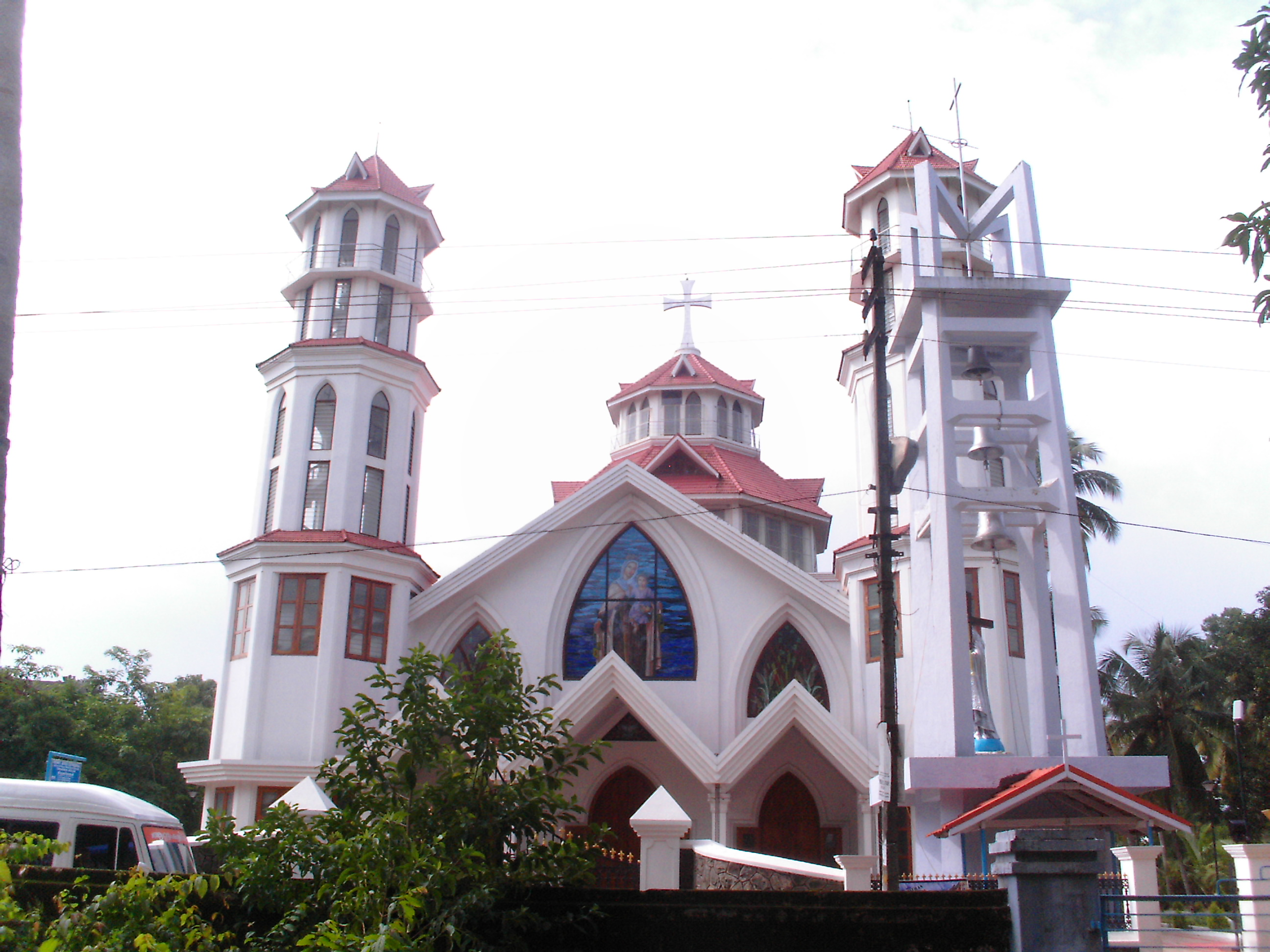
Neue Infant-Jesus-Kathedrale